# 马丁娜·卡伊罗尼
马丁娜·卡伊罗尼（義大利語：Martina Caironi，1989年9月13日—），意大利女子田径运动员。她曾代表意大利参加2012年和2016年夏季残疾人奥林匹克运动会田径比赛，获得二枚金牌和三枚银牌。